# مسمار الرسغ

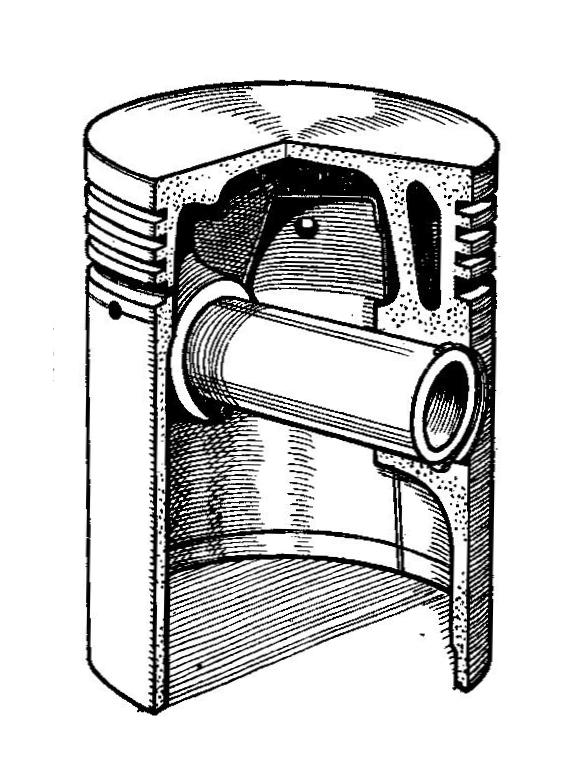
مقطع في كباس آلة احتراق داخلي يوضح موضع مسمار الكباس.

أجزاء ترابط مسمار الكباس بذراع التوصيل. ويكون مسمار الكباس مثبتا في الكباس.

حركة الكباس وذراع التوصيل في مكبس.

مسمار الرسغ أو المِعصم أو الكباس (بالإنجليزية: Gudgeon pin) في محرك احتراق داخلي يوصل بين الكباس و ذراع التوصيل؛ وهو يكون مشبوكا في قاعدة الكباس ويشكل حاملا لذراع التوصيل. كان مسمار الكباس عند بدء اختراع المحرك البخاري  موضوعا في رأس التوصيل منزلقة التي تتصل بالكباس بواسطة قضيب.

## اقرأ أيضا
- محور (عنصر آلات)
- قضيب الكباس
- مكبس (محرك)
- ذراع توصيل
- رأس توصيل
- حلقة كباس